# Позняки (Молодечненский район)
Позняки (бел. Пазнякі́) — деревня в Молодечненском районе Минской области Беларуси. Входит в состав Олехновичского сельсовета.

## География
Через деревню проходит дорога Н-9122.
Ближайшие населённые пункты Койтени, Романы и др.

### Гидрография
Недалеко от населённого пункта протекает река Уша.

## История
В 1908 году входила в состав Заславской волости Минского уезда Минской губернии.

## Население

### Численность
- 2019 год — 45 жителей

### Динамика
- 1908 год — 27 жителей, 5 дворов[3]
- 1999 год — 51 жителей (перепись населения)
- 2009 год — 51 жителей (перепись населения)[3]
- 2019 год — 45 жителей (перепись населения)